# Romeo (cràter)
Romeo és un petit cràter d'impacte situat a la regió equatorial de la cara oculta de la Lluna. Està situat a l'interior del cràter Ibn Firnas, en el seu sector nord. En els seus voltants es localitza una sèrie de cinc petits cràters: Ewen, Carol, Melissa, Kasper i Shahinaz.

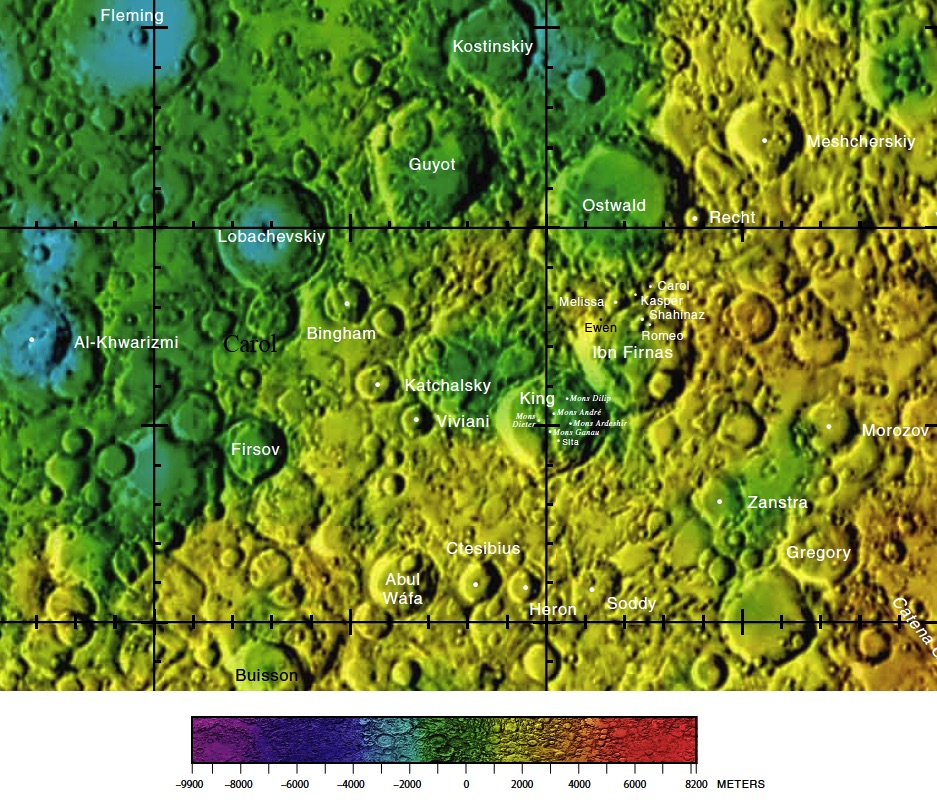
Localització de Romeo (centre dreta de la imatge)
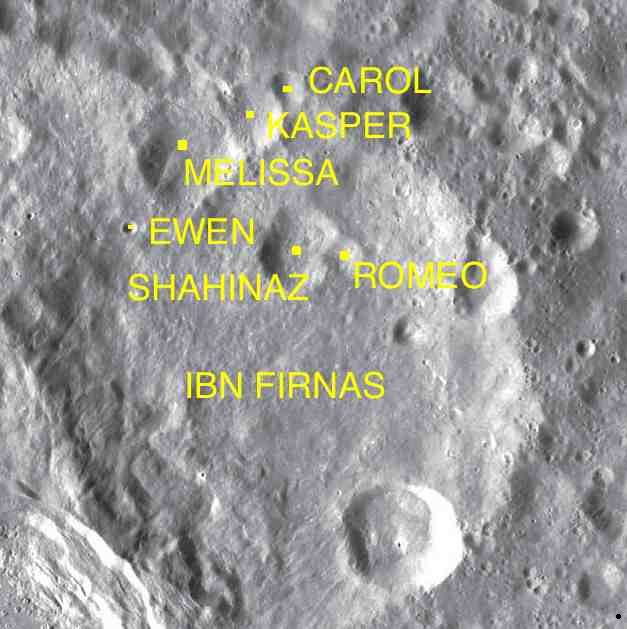
Rodalies de Romeo

Situat al sector nord interior d'Ibn Firnas, la seva forma és gairebé circular, superposant-se a la banda oriental del cràter Shahinaz. La seva vora assoleix una altura sobre el terreny circumdant de 300 m, i el seu volum és d'aproximadament 20 km3.
El nom procedeix d'una designació originalment no oficial, continguda en la pàgina 65C1 / S2 de la sèrie de plànols del Lunar Topophotomap de la NASA, que va ser adoptada per la UAI el 1979